# Giuseppe Micheli (ingegnere)
Giuseppe Micheli (Livorno, 30 maggio 1823 – Castellammare di Stabia, 1º aprile 1883) è stato un generale e ingegnere italiano.
Come Ispettore del Corpo del genio navale fu progettista della navi da battaglia classe Ruggiero di Lauria realizzate in tre esemplari tra il 1881 e il 1891.

## Biografia

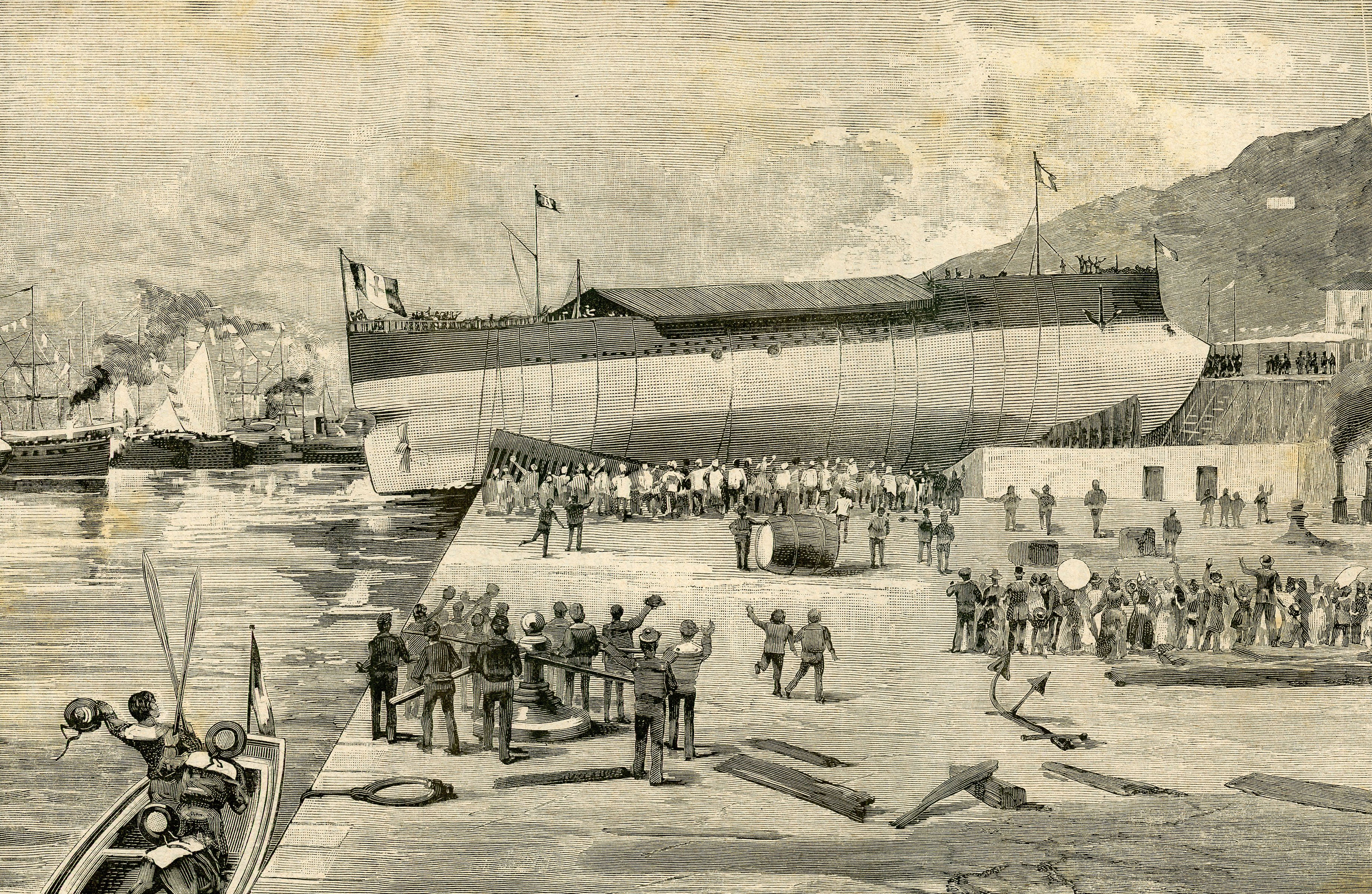
Il varo della nave da battaglia Ruggiero di Lauria nel 1884.

Nacque a Livorno il 30 maggio 1823. Specializzatosi come costruttore navale nella marina mercantile, nel 1859 entrò nella marina militare del Granducato di Toscana in qualità di ingegnere costruttore.
Nel 1861, alla costituzione del Regno d'Italia, passò in servizio presso la Regia Marina in qualità di ingegnere di 1ª classe.
Fu direttore delle costruzioni navali dell'Arsenale Mediceo di Livorno tra il 1959 e il 1867, periodo nel quale vennero realizzate la pirofregata Conte Verde e la corvetta Magenta. Tra il 1868 e il 1877 fu direttore dell'arsenale di Venezia, e nominato membro del Consiglio superiore di Marina, ricoprì tale incarico tra il 1877 e il 1880.
Successivamente, e fino alla sua morte, fu membro del Comitato per i disegni della navi.
Deputato del Regno d'Italia per tre legislature, XIII, XIV, XV, in quel periodo fu progettista della navi da battaglia della classe Ruggiero di Lauria realizzate in tre esemplari tra il 1881 e il 1891.
Si spense a Castellammare di Stabia il 1 aprile 1883.